# Saison 10 de La Boîte à musique
Chronologie
Saison 9 Saison 11
Cet article présente les épisodes de la dixième saison de l'émission de télévision La Boîte à musique.

## Présentation
La saison, composée de cinq émissions, est diffusée du 10 juillet au 7 août 2015. Chaque émission est centrée sur un thème.
La première émission attire 493 000 téléspectateurs, soit 6,4 % de part d'audience, en baisse par rapport au lancement de l'année précédente (900 000 français, 7,5 % de part de marché). La deuxième émission rassemble 614 000 téléspectateurs, soit 4,9 % du public.

## Liste des émissions

### Vendredi 10 juillet 2015:Voyage, Voyages
Jean-François Zygel et ses invités explorent le thème du voyage.
Invités
Jean-Pierre Coffe (animateur, critique gastronome), Arielle Dombasle (chanteuse, actrice) et Antoine de Maximy (animateur, globe-trotteur).
Interprète vedette
Orchestre d'harmonie de la Musique de l'air, direction : Colonel Claude Kesmaecker.
Le Quiz
- Sur un marché persan d'Albert Ketèlbey ;
- Danse avec les loups de John Barry ;
- Lawrence d'Arabie de Maurice Jarre ;
- Dans les steppes de l'Asie centrale d'Alexandre Borodine ;
- Marche impériale, extrait de Star Wars de John Williams.

Morceaux interprétés
- Pins de Rome d'Ottorino Respighi, par l'orchestre d'harmonie de la Musique de l'air ;
- Nous avons fait un bon voyage, extrait de l'opérette Ciboulette de Reynaldo Hahn, par Gabrielle Philiponet (soprano), Edwin Crossley-Mercer (baryton) et Jean-François Zygel (piano) ;
- Mars, celui qui apporte la guerre, extrait de Les Planètes de Gustav Holst, par l'orchestre d'harmonie de la Musique de l'air ;
- Me voilà seule dans la nuit (air de Leïla), extrait de l'opéra Les Pêcheurs de perles de Georges Bizet, par Gabrielle Philiponet (soprano) et l'orchestre d'harmonie de la Musique de l'air ;
- Improvisations avec divers instruments, par Didier Malherbe (flûtes du monde) et Joël Grare (percussions) ;
- Extraits de la Symphonie no 9 en mi mineur « Du Nouveau Monde » d'Antonín Dvořák, par l'orchestre d'harmonie de la Musique de l'air ;
- Pacific 231 d'Arthur Honegger, par l'orchestre d'harmonie de la Musique de l'air ;
- The Vagabond, extrait du cycle « Songs of Travel » de Ralph Vaughan Williams, par Edwin Crossley-Mercer (baryton) et Jean-François Zygel (piano) ;
- Der Wegweiser (Le Panneau indicateur), extrait du cycle Voyage d'hiver de Franz Schubert, par Edwin Crossley-Mercer (baryton) et Jean-François Zygel (piano) ;
- Le Jardin féerique, extrait de Ma mère l'Oye de Maurice Ravel, par l'orchestre d'harmonie de la Musique de l'air et Jean-François Zygel (célesta) ;
- Rome - Palerme, extrait d'Escales de Jacques Ibert, par l'orchestre d'harmonie de la Musique de l'air.

L'Instrument rare
La kora, présenté par Ballaké Sissoko.

### Vendredi 17 juillet 2015:Retour à la nature
Jean-François Zygel et ses invités partent dans une virée champêtre et musicale.
Invités
Gérard Lenorman (chanteur), Luce (chanteuse) et Marc Jolivet (acteur, humoriste).
Interprète vedette
Ensemble Furians, direction : Pierre Dumoussaud.
Le Quiz
Les invités doivent deviner quel animal est décrit par la musique.
- Le chat, extrait du conte musical Pierre et le Loup de Sergueï Prokofiev ;
- Valse en ré bémol majeur op.64 no 1 « Valse minute » (ou « Valse du petit chien ») de Frédéric Chopin ;
- Kangourous, extrait de la suite musicale Le Carnaval des animaux de Camille Saint-Saëns (trouvé par Luce) ;
- La poule, extrait du Troisième livre de pièces de clavecin de Jean-Philippe Rameau (trouvé par Gérard Lenorman) ;
- La Colombe d'Olivier Messiaen (trouvé par Luce) ;
- Papillons op.2 de Robert Schumann.

Morceaux interprétés
- Au matin, extrait de Peer Gynt d'Edvard Grieg, par l'Ensemble Furians ;
- Le Vol du bourdon de Nikolaï Rimski-Korsakov, par l'Ensemble Furians ;
- Quatrième mouvement de la symphonie no 6 en fa majeur op.68 « Pastorale » de Ludwig van Beethoven, par l'Ensemble Furians ;
- Passage de la tempête, extrait de l'Ouverture de l'opéra Guillaume Tell de Gioachino Rossini, par l'Ensemble Furians ;
- La Tempête de Piotr Ilitch Tchaïkovski, par l'Ensemble Furians ;
- Beau Soir (en) de Claude Debussy, par Cyrille Dubois (ténor) et Jean-François Zygel (piano) ;
- Adaptation classique de Les matins d’hiver de Richard et Daniel Seff (chanson de Gérard Lenorman), par Cyrille Dubois (ténor) et Jean-François Zygel (piano) ;
- Diane, Séléné, extrait du cycle L'Horizon chimérique de Gabriel Fauré, par Cyrille Dubois (ténor) et Jean-François Zygel (piano) ;
- Spleen de Gabriel Fauré, par Cyrille Dubois (ténor) et Jean-François Zygel (piano) ;
- La Moldau, extrait du cycle Ma patrie de Bedřich Smetana, par l'Ensemble Furians ;
- Orage, extrait du premier recueil du cycle Années de pèlerinage de Franz Liszt, par François Dumont (piano) ;
- Les jeux d'eaux à la Villa d'Este, extrait du troisième recueil du cycle Années de pèlerinage de Franz Liszt, par François Dumont (piano) ;
- Jeux d'eau de Maurice Ravel, par François Dumont (piano) ;
- Concerto en sol de Maurice Ravel, par François Dumont (piano) ;
- Ondine, extrait de Gaspard de la nuit de Maurice Ravel, par François Dumont (piano) ;
- Le Jeu des vagues, second mouvement de La Mer de Claude Debussy, par l'Ensemble Furians ;
- Le jardin de Dolly, extrait de la suite Dolly de Gabriel Fauré, par François Dumont et Jean-François Zygel (piano à 4 mains).

L'Instrument rare
Le cor des Alpes, présenté par Alexandre Jous. Extrait de la symphonie no 1 en ut mineur op.68 de Johannes Brahms.
La Mécanique d'un tube
La Moldau, extrait du cycle Ma patrie de Bedřich Smetana.

### Vendredi 24 juillet 2015:Carnet de bal
Jean-François Zygel et ses invités découvrent les différentes danses qui ont influencé les compositeurs classiques.
Invités
André Manoukian (musicien, compositeur), Rose (chanteuse) et Alex Vizorek (humoriste).
Interprète vedette
Ensemble Furians, direction : Pierre Dumoussaud.
Le Quiz
Sur les types de danses jouées par Jean-François Zygel au piano
- Bransle de champagne, extrait de Suite française de Francis Poulenc ;
- El fandango de candil, extrait de la suite Goyescas d'Enrique Granados ;
- Gavotte, extrait de la Partita pour violon seul no 3 en mi majeur de Johann Sebastian Bach (trouvé par André Manoukian) ;
- Tango (en) d'Igor Stravinsky (trouvé par Rose) ;
- Menuet, extrait de la suite Le Tombeau de Couperin de Maurice Ravel (trouvé par Rose) ;
- Boléro en la mineur, op.19 de Frédéric Chopin.

Morceaux interprétés
- Valse en la mineur de Mascarade d'Aram Khatchatourian, par l'Ensemble Furians ;
- Furiant, extrait de la Danse slave op.46 no 8 d'Antonín Dvořák, par l'Ensemble Furians ;
- Tritsch-Tratsch-Polka de Johann Strauss II, par l'Ensemble Furians ;
- Le Beau Danube bleu de Johann Strauss II, par l'Ensemble Furians ;
- Danses argentines op.2 (en) d'Alberto Ginastera, par Marie-Josèphe Jude (piano) :

- Danse de la jeune fille gracieuse no 2 ;
- Danse du gaucho malin no 3 ;

- Sicilienne, extrait du Concerto pour clavecin no 2 en mi majeur de Johann Sebastian Bach, par Marie-Josèphe Jude (piano) et l'Ensemble Furians ;
- Caprice op.23 de Giulio Regondi, par Thibaut Garcia (guitare) ;
- Courante, extrait de la Partita no 6 en mi mineur de Johann Sebastian Bach, par Thibaut Garcia (guitare) ;
- Danse hongroise no 1 en sol mineur de Johannes Brahms, par l'Ensemble Furians ;

L'Instrument rare
Le nyckelharpa par le duo Octantrion (Éléonore Billy et Gaëdic Chambrier). Ils jouent deux polskas (à ne pas confondre avec la polka) : Polska från Barsebäck, du sud de la Suède et la Finn Pål polska du nord.
La Mécanique d'un tube
Le Beau Danube bleu de Johann Strauss II.

### Vendredi 31 juillet 2015:Cocktail Surprise
Invités
Natalie Dessay (soprano), Lorànt Deutsch (acteur) et Vianney (chanteur).
Interprète vedette
Ensemble des saxophones de Strasbourg, direction : Philippe Geiss.
Le Quiz
Jean-François Zygel joue l'air de Joyeux anniversaire à la manière de...
- À la manière de Mozart
- À la manière de Beethoven
- À la manière de Schumann
- À la manière de Debussy
- À la manière de Strauss
- À la manière de Satie
- À la manière de Rachmaninov

Morceaux interprétés
- Sir Patrick de Philippe Geiss, par l'Ensemble des saxophones de Strasbourg ;
- Le vol d’Élise de Johan van der Linden, mélange du Vol du bourdon et de La Lettre à Élise, par l'Ensemble des saxophones de Strasbourg ;
- Réclame pour le coaltar saponiné : Allegro du coaltar de Franc-Nohain et Claude Terrasse, par Laurent Naouri (baryton-basse), Natalie Dessay (soprano) et Jean-François Zygel (piano) ;
- Le Barbier de Belleville de Serge Reggiani, Claude Lemesle et Alice Dona, par Laurent Naouri (baryton-basse) et Jean-François Zygel (piano) ;
- Extrait du Barbier de Séville de Gioachino Rossini, par Laurent Naouri (baryton-basse) et Jean-François Zygel (piano) ;
- Premier mouvement du Concerto no 4 en fa mineur « L'Hiver », extrait des Quatre Saisons d'Antonio Vivaldi, par l'Ensemble des saxophones de Strasbourg ;
- Puisqu'ici-bas toute âme de Victor Hugo et Gabriel Fauré, par Laurent Naouri (baryton-basse), Natalie Dessay (soprano) et Jean-François Zygel (piano) ;
- Sama Cordoba de et par Le Trio Joubran ;
- Masar de et par Le Trio Joubran, avec Philippe Geiss (saxophone soprano) et Jean-François Zygel (piano) ;
- Le Corbeau et le Renard de Jean de La Fontaine et Charles Lecocq, par Laurent Naouri (baryton-basse) et Jean-François Zygel (piano) ;
- Grand Choral de Jean-François Zygel, par l'Ensemble des saxophones de Strasbourg ;
- La galette de Pierre Léon Bouisset sur l'air des Puritains de Vincenzo Bellini, par Vianney ;
- Vivre quand on aime de Michel Legrand, par Laurent Naouri (baryton-basse), Natalie Dessay (soprano) et Jean-François Zygel (piano) ;
- Improvisation sur Pas là de Vianney, par Jean-François Zygel (piano).

L'Instrument rare
Le Koto japonais par Mieko Miyazaki.
- Mois d'août de Mieko Miyasaki ;
- Sakura sakura.

La Mécanique d'un tube
La berceuse Bonsoir, bonne nuit de Johannes Brahms.